# (37058) 2000 US42
2000 US42 (asteroide 37058) é um asteroide da cintura principal. Possui uma excentricidade de 0.02583950 e uma inclinação de 4.88945º.
Este asteroide foi descoberto no dia 24 de outubro de 2000 por LINEAR em Socorro.